# Свідок обвинувачення (фільм, 1957)
«Свідок обвинувачення» (англ. Witness for the Prosecution) — американський художній фільм 1957 року режисера Біллі Вайлдера, екранізація однойменного оповідання Агати Крісті 1925 року.
На 1 березня 2024 року фільм займав 67-му позицію у списку 250 кращих фільмів за версією IMDb.
Український переклад зробила студія Цікава ідея на замовлення toloka.to.

## Сюжет
Адвокат Вілфрид Рабатс (Чарльз Лотон) бере на себе зобов'язання захищати Леонарда Воула (Тайрон Павер), обвинуваченого у вбивстві багатої, літньої жінки Емілі Френч (Норма Варден), тому що підсудний був головним спадкоємцем її майна. Всі докази вказують на Леонарда як винуватця злочину, але його дружина Кристіна (Марлен Дітріх) забезпечує йому алібі. Потім виявилося, що Кристіна вже була одружена в той час, коли виходила за Леонарда, і в день суду жінка раптово змінила свої свідчення. Вона зізнається, що це Леонард убив Емілі Френч.

## У ролях
- Тайрон Павер — Леонард Воул, обвинувачений
- Марлен Дітріх — Кристіна Воул / Гелм, дружина обвинуваченого
- Чарльз Лотон — сер Вілфрид Рабатс, королівський адвокат, старший адвокат Воула
- Ельза Ланчестер — міс Плімсол, приватна медсестра сера Вілфрида
- Норма Варден[en] — пані Емілі Френч, заможна, літня жінка, яка була вбита
- Рута Лі — Діана

## Навколо фільму
- Як стверджують друковані джерела, ніхто з акторів та технічного персоналу не знав, чим закінчується фільм, поки в останній день зйомок не були роздані останні 10 сторінок сценарію.

## Нагороди
- 1958 Премія «Золотий глобус» Голлівудської асоціації іноземної преси:
  - за найкращу жіночу роль другого плану — Ельза Ланчестер
- 1958 Премія Давида ді Донателло[1]:
  - найкращому іноземному акторові — Чарльз Лотон